# 祝学军
祝学军（1962年12月—），辽宁沈阳人，汉族，中华人民共和国政治人物、第十二届全国人民代表大会陕西地区代表。
毕业于航天部第一研究院自动控制理论及应用专业。加入中国共产党。担任中国航天科技集团第一研究院某战术、战役导弹武器系列总设计师。2008年起担任全国人大代表。2013年，担任全国人大代表。2018年1月，当选第十三届全国政协委员。